# Bettina Blumenberg
Bettina Blumenberg (Braunschweig, 1962. november 20. –) német gyeplabdázó. Az NSZK színeiben részt vett az 1988. évi nyári olimpiai játékok női gyeplabdatornáján, ahol az 5. helyet szerezték meg.